# Dmitri Sergejewitsch Dochturow

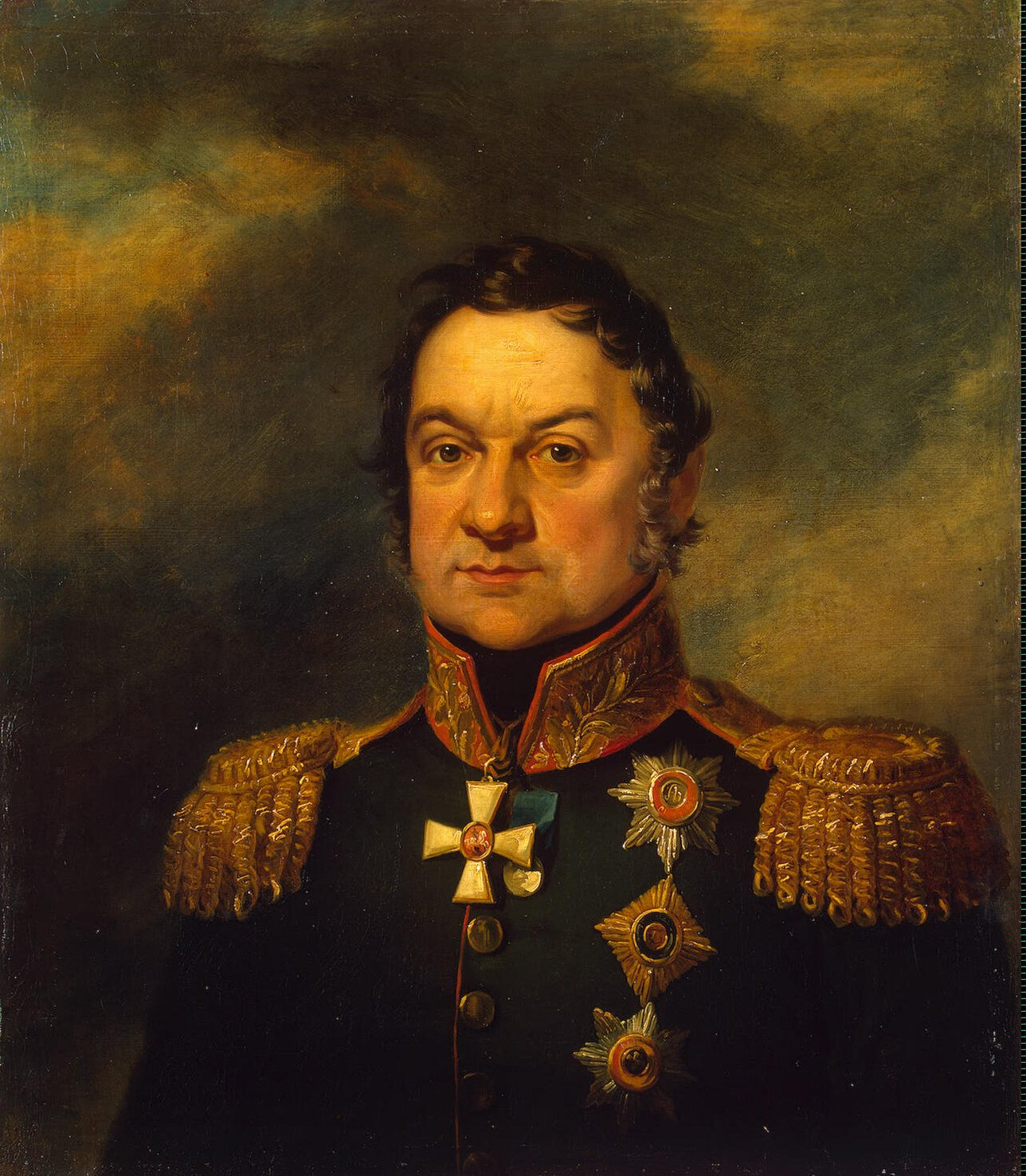
Dmitri Sergejewitsch Dochturow

Dmitri Sergejewitsch Dochturow (russisch Дмитрий Сергеевич Дохтуров; wissenschaftliche Transliteration Dmitrij Sergeevič Dochturov; * 15. Oktoberjul. / 26. Oktober 1756greg. in Krutoje, Gouvernement Tula; † 14. Novemberjul. / 26. November 1816greg. in Moskau) war ein General der russischen Armee während der napoleonischen Kriege.

## Leben
Dochturow war einer der populärsten russischen Generale zu Beginn der napoleonischen Kriege.
Sein Vater Sergej Petrowitsch Dochturow brachte den Sohn im Januar 1771 nach St. Petersburg  und appellierte bei früheren Kollegen den Jungen beim Militär aufzunehmen. Am 1. Februar 1771 wurde Dmitri in das Pagenkorps der Zarin aufgenommen und zeichnete sich schnell durch Tüchtigkeit und Fleiß aus. Im Frühjahr 1781 trat er als Leutnant in das Leibgarde-Regiment Preobraschenski-Regiment über. Im Jahr 1784 ernannte ihn die Zarin Katharina II. zum Generaladjutanten des Fürsten Potemkin, dieser erkannte schnell Dochturows militärische Fähigkeiten, worauf dieser zum Hauptmann befördert wurde. Dochturow stand ab Mai 1789 in Kronstadt im Einsatz, wo mehrere Garderegimenter eine Ruderflottille bemannten und am 13. August 1789 unter Führung des Prinzen von Nassau-Siegen einen Sieg über die schwedische Flotte erringen konnten. Dochturow nahm auch im Verlauf des Feldzugs von 1790 an einer Landung in der Bucht von Wyborg teil, wo die schwedische Flotte am 21. und 22. Juni nochmalig geschlagen wurde. Am 2. November 1797 wurde er zum Generalmajor und am 24. Oktober 1799 zum Generalleutnant befördert. Ab 30. Juli 1801 war er Kommandeur des Olonetzer Musketier-Regiments und am 26. Januar 1803 übernahm er das Moskauer Grenadier-Regiment.
Im Feldzug von 1805 führte er unter Kutusow in der Schlacht bei Austerlitz die erste (russische) Kolonne auf dem linken Flügel. Nach der Niederlage rettete er deren Reste (ungefähr 8.000 Mann) vor dem Untergang, indem er sie unter Zurücklassung sämtlicher Geschütze durch die feindlichen Linien hindurch zurückführte. In den Feldzügen von 1806/07 nahm er an den Schlachten bei Gołymin, Preußisch Eylau und Friedland teil. 1810 wurde er zum General der Infanterie befördert.
Im Russlandfeldzug von 1812 kommandierte er das russische VI. Korps bei der 1. Westarmee unter Barclay de Tolly. Anfang August vereinigten sich die Armeen von Barclay und Bagration und beteiligten sich an den Kämpfen um Smolensk. Am 7. September kommandierte Dochturow bei Borodino zunächst das russische Zentrum und übernahm nach Bagrations Tod den linken Flügel. Während der Schlacht bei Malojaroslawez griff er mit seinem Korps auf Befehl von Fürst Kutusow die aus Moskau abziehende französische Armee an. Er traf am 12. Oktoberjul. / 24. Oktober 1812greg. auf das 4. Korps unter Eugène de Beauharnais, das weitgehend aus italienischen Truppen bestand. Die Schlacht tobte den ganzen Tag unentschieden hin und her. Dochturow konnte sich dabei in einer starken Position im Süden von Malojaroslawez halten und den Franzosen den Weitermarsch nach Kaluga verwehren.
Dochturow zeichnete sich im Kriegsjahr 1813 in der Schlacht von Dresden und in der Schlacht von Leipzig aus, danach nahmen seine Truppen an der Belagerung von Magdeburg (Ende Oktober – Mitte November 1813) und an der Befreiung von Hamburg (Januar – Mai 1814) teil. Während des zweiten Feldzugs nach Frankreich (1815) befehligte er den rechten Flügel der russischen Armee. Im Januar 1816 zog er sich krankheitsbedingt zurück und verstarb im November desselben Jahres.
Seit 1936 gibt es in Leipzig einen Dochturowweg, der an den General erinnert.